# 96200 Oschin
96200 Oschin este un asteroid din centura principală de asteroizi.

## Descriere
96200 Oschin este un asteroid din centura principală de asteroizi. A fost descoperit pe 25 august 1992 la Observatorul Palomar de Andrew Lowe. Asteroidul prezintă o orbită caracterizată de o semiaxă mare de 3,12 ua, o excentricitate de 0,21 și o înclinație de 4,3° în raport cu ecliptica.